# ブライズ・スピリット〜夫をシェアしたくはありません!
『ブライズ・スピリット〜夫をシェアしたくはありません!』（ブライズスピリット おっとをシェアしたくはありません、Blithe Spirit）は2020年のイギリスのコメディ映画。監督はエドワード・ホール、出演はダン・スティーヴンスとアイラ・フィッシャーなど。ノエル・カワードが1941年に発表した戯曲『陽気な幽霊』を原作としている。

## ストーリー
チャールズ・コンドミンは売れっ子小説家であるが現在は深刻なスランプに陥っていた。妻のルースはそんなチャールズを懸命にサポートしていたが好転する兆しを見せなかった。そこで、チャールズは霊との交流を通してインスピレーションを得るべく、霊媒師のマダム・アルカティを招いて交霊会を催すことにした。マダムはチャールズの先妻、エルヴィラの霊を呼び出したが、そのために一悶着起きることになる。

## キャスト
- チャールズ・コンドミン: ダン・スティーヴンス - 小説家。
- ルース・コンドミン: アイラ・フィッシャー - チャールズの妻。
- マダム・アルカティ: ジュディ・デンチ - インチキ霊媒師。
- エルヴィラ・コンドミン: レスリー・マン - チャールズの亡妻。
- ジョージ・ブラッドマン医師: ジュリアン・リンド＝タット - チャールズの友人。
- ヴァイオレット・ブラッドマン: エミリア・フォックス - ジョージの妻。
- ハロルド: デイヴ・ジョーンズ - コンドミン家の庭師。
- ヘンリー・マッキントッシュ: サイモン・クンツ（英語版） - ルースの父。映画スタジオの社長。
- マンディープ・シン: アディル・レイ（英語版） - マダム・アルカティの助手。
- エドナ: ミッシェル・ドートリス（英語版） - コンドミン家の料理人。
- イーディス: エイミー＝フィオン・エドワーズ（英語版） - コンドミン家のメイド。

## 製作・音楽
2019年5月15日、ジュディ・デンチ、アイラ・フィッシャー、ダン・スティーヴンスが本作に出演することになったと報じられた。6月17日、レスリー・マンの起用が発表された。同月、本作の主要撮影がイギリスで始まった。
2020年3月2日、サイモン・ボズウェルが本作で使用される楽曲を手掛けるとの報道があった。2021年1月15日、デッカ・レコーズが本作のサウンドトラックを発売した。

## 公開・マーケティング
2019年6月18日、スタジオカナルが本作の全英配給権を獲得したと報じられた。2020年2月27日、本作のファースト・トレイラーが公開された。6月11日、IFCフィルムズが本作の北米配給権を購入したとの報道があった。10月8日、本作はミルバレー映画祭でプレミア上映された。17日、サンディエゴ国際映画祭で本作の上映が行われた。11月20日、Skyがスタジオカナルから本作の全英配給権を購入したと報じられた。12月21日、本作のオフィシャル・トレイラーが公開された。
当初、本作は2020年5月1日に全英公開される予定だったがCOVID-19パンデミックのため9月4日に延期され、後に公開日は同年12月26日→2021年1月15日と延期されることになった。

## 評価
本作に対する批評家の評価は芳しいものではない。映画批評集積サイトのRotten Tomatoesには75件のレビューがあり、批評家支持率は29%、平均点は10点満点で4.7点となっている。サイト側による批評家の見解の要約は「古典的な戯曲を映像化した作品だが、その出来はどうにもパッとしない。『ブライズ・スピリット〜夫をシェアしたくはありません!』はスクリューボール・コメディの面白さをつかみ取れておらず、スター性のある俳優たちをただ騒がしく動き回らせているだけである。」となっている。また、Metacriticには19件のレビューがあり、加重平均値は26/100となっている。